# Broadchurch (seizoen 2)
Dit artikel vat het tweede seizoen van Broadchurch samen en lijst met hoofdrolspelers. Dit seizoen liep van 5 januari 2015 tot 23 februari 2015 en bevatte acht afleveringen.

## Hoofdrolspelers

### Politie
- David Tennant - inspecteur Alec Hardy: Na het constateren van zijn hartprobleem is hij uit zijn functie van inspecteur gezet en geeft nu, wachtend op zijn hartoperatie, opleiding aan aspirant agenten. Ondertussen probeert hij met behulp van Ellie Miller de oude zaak uit Sandbrook op te lossen, tevens verbergt hij de kroongetuige Claire Ripley in Broadchurch.
- Olivia Colman - rechercheur Ellie Miller: Is getrouwd met de verdacht van de moord op Danny Latimer, Joe Miller en moeder van Tom en Fred. Zij is teleurgesteld in haarzelf dat zij niet heeft gezien dat haar man de moord heeft gepleegd. Zij is na de arrestatie van haar man naar Devon verhuisd, omdat zij zichzelf niet meer welkom voelde in Broadchurch. Later probeert zij toch weer terug te keren naar Broadchurch en contact te zoeken met de familie Latimer, zij ontdekt al snel dat dit niet snel gaat gebeuren. Terwijl zij Alec helpt met zijn onderzoek in de zaak in Sandbrook wil zij geen dag missen in de rechtbank bij de zaak tegen haar man, hopend dat hij schuldig wordt bevonden.
- Lucy Cohu – sergeant Tess Henchard: Is de ex-vrouw van Alec Hardy en werkt bij de politie in Sandbrook, dit bureau onderzocht de zaak in Sandbrook.

### Familie Latimers
- Jodie Whittaker - Beth Latimer: moeder van de vermoorde Danny en vrouw van Mark, zij heeft grote moeite om de dood van haar zoon te verwerken wat haar huwelijk geen goed doet. Zij heeft na de arrestatie van Joe Miller geen behoefte om contact te houden met haar oude vriendin Ellie Miller, zij gelooft niet dat zij niet wist wat haar man gedaan heeft. Ondertussen is zij druk bezig om samen met haar man voorbereidingen te treffen voor de aankomende bevalling.
- Andrew Buchan - Mark Latimer: Vader van de vermoorde Danny en man van Beth, als werk is hij eigenaar van een loodgietersbedrijf. Na de arrestatie van Joe Miller en het begin van de rechtszaak besluit hij om toch bij zij vrouw te blijven, al snel merkt hij dat de problemen tussen hem en zijn vrouw niet zo snel op te lossen zijn. Als de rechtszaak is begonnen ontmoet hij stiekem Tom Miller, dit omdat hij denkt dat dit helpt voor zijn rouwperiode omdat Tom de beste vriend was van Danny.
- Charlotte Beaumont - Chloe Latimer: de zestienjarige zus van Danny, zij is studente op een lokale middelbare school. Zij heeft grote moeite met de dood van haar jongere broer.

### Familie Miller
- Olivia Colman - rechercheur Ellie Miller: zie beschrijving bij Politie.
- Matthew Gravelle - Joe Miller: Man van Ellie en vader van Tom en Fred. Hij is gearresteerd voor de moord op Danny Latimer, in de rechtbank ontkent hij schuld en wil zich vrijpleiten tijdens de rechtszaak. Dit wil hij om zo de geheimen in Broadchurch bloot te leggen.
- Adam Wilson - Tom Miller: de zoon van Ellie en Joe en was bevriend met Danny. Hij denkt dat zijn moeder ook schuld heeft dat zijn vader de moord pleegde en woont daarom nu bij zijn tante Lucy Stevens.
- Tanya Franks - Lucy Stevens: zus van Ellie Miller en moeder van Oliver 'Olly' Stevens, en heeft een gokprobleem.

### Lokale media
- Carolyn Pickles - Maggie Radcliffe: Hoofd van de lokale krant Broadchurch Echo, zij weet veel over de lokale bevolking. Zij is goed bevriend met Jocelyn Knight.
- Jonathan Bailey - Oliver 'Olly' Stevens: journalist van de Broadchurch Echo, zoon van Lucy Stevens en neef van Ellie Miller.

### Advocaten
- William Andrews – assistent-officier van justitie Ben Haywood: Assistent van officier van justitie Jocelyn Knight.
- Charlotte Rampling – officier van justitie Jocelyn Knight: Een inwoonster van Broadchurch en voormalig officier van justitie. Op aandringen van enkele dorpsbewoners, vooral van haar vriendin Maggie Radcliffe, treedt zij weer terug in haar oude beroep en neemt de zaak van de moord op Danny Latimer op zich.
- Marianne Jean-Baptiste – advocate Sharon Bishop: Voormalig leerling van Jocelyn Knight en treedt nu op als advocate van Joe Miller.
- Nakay Kpaka - Jonah Bishop: De zoon van Sharon Bishop die nu in de gevangenis zit voor moord.
- Phoebe Waller-Bridge – advocate Abby Thompson: Zij was pro-Deoadvocate toen Joe Miller gearresteerd werd, toen Joe zich onschuldig verklaard gaf zij de zaak over aan Sharon Bishop.
- Meera Syal – rechter Sharma: De rechter in de rechtszaak tegen Joe Miller.

### Dorpsbewoners
- Arthur Darvill - priester Paul Coates: Priester van de lokale Katholieke kerk, hij probeert de lokale bewoners bij te staan in deze moeilijke tijd. Tijdens de gevangenschap van Joe Miller bezoekt hij hem in het geheim, dit met de overtuiging dat hij schuldig is. Ondertussen heeft hij ook in het geheim een relatie met Becca Fisher.
- Pauline Quirke - Susan Wright: Zij is de biologische moeder van Nigel Carter, haar eerste man verkrachtte en vermoorde in het verleden hun dochter. Zij vluchtte Broadchurch uit toen de zoektocht naar de moordenaar van Danny Latimer op het hoogtepunt raakte, na de arrestatie van Joe Miller keerde zij terug naar Broadchurch en wordt een van de belangrijkste getuige voor de verdediging.
- Joe Sims - Nigel "Nige" Carter: Beste vriend en werknemer van Mark Latimer.
- Simone McAullay - Becca Fisher: Eigenaresse van het lokale hotel en had een affaire met Mark Latimer ten tijde van de moord op Danny. Nu heeft zij in het geheim een relatie met priester Paul Coates.
- Eve Myles - Claire Ripley: De kroongetuige van de zaak in Sandbrook en wordt door Alec Hardy verborgen gehouden in Broadchurch.
- James D'Arcy – Lee Ashworth: De ex-man van Claire Ripley, zij waren getrouwd tijdens de moord in Sandbrook. Alec Hardy is overtuigd dat hij de moord heeft gepleegd in Sandbrook en wil dit met behulp van Claire bewijzen.
- Hannah Rae – Daisy Hardy: De vijftienjarige dochter van Alec Hardy.

### Familie Gillespie
- Amanda Drew - Cate Gillespie: De moeder van de vermoorde Pippa en ex-vrouw van Ricky. Na de moord op haar dochter raakte zij verbitterd en verslaafd aan alcohol. Na de mislukte rechtszaak in de moord op haar dochter is zij gescheiden van haar man.
- Shaun Dooley – Ricky Gillespie: De vader van de vermoorde Pippa en ex-man van Cate. Na de mislukte rechtszaak tegen de moordenaar op zijn dochter neemt hij het Alec Hardy het nog steeds kwalijk voor deze mislukking.
- Hollie Burgess – Pippa Gillespie: de twaalfjarige dochter van Cate en Ricky die vermoord werd. Later werd haar lichaam gevonden door Alec Hardy in een rivier.
- Eliza Bennett – Lisa Newberry: De negentienjarige nicht van Pippa die regelmatig op haar paste, ook tijdens de nacht dat Pippa vermoord werd en zij van de aardbodem verdween.

## Afleveringen
| Nr. | Aflevering | Titel        | Regisseur          | Schrijver(s)   | Selectie gastrollen                                                                                        | Uitzenddatum     |  |
| --- | ---------- | ------------ | ------------------ | -------------- | --- | ---------------- |  |
| 1 | 1          | aflevering 1 | James Strong       | Chris Chibnall | Roger Ringrose - Alan Gbemisola Ikumelo - Stewart Adjoa Andoh - Julie                                      | 5 januari 2015   |  |
| Tijdens de eerste zitting in de rechtbank verrast Joe Miller iedereen, inclusief zijn pro-Deoadvocate Abby Thompson, door zich onschuldig te verklaren. De rechter ziet nu geen andere mogelijkheid om een rechtszaak te beginnen tegen Joe Miller. Ellie Miller is Broadchurch ontvlucht en is nu een politieagente in Devon, haar zoon Tom wordt opgevangen bij haar neef Olly Stevens. Tom is boos op zijn moeder omdat volgens hem zijn moeder verantwoordelijk is dat zijn vader gearresteerd is en gevangen zit. De familie Latimer is verheugd als het hun lukt om Jocelyn Knight, een dorpsbewoonster en gepensioneerde officier van justitie, ervan te overtuigen haar oude beroep opnieuw op te pakken om Joe zijn straf niet te laten ontlopen. Joe neemt een nieuwe advocaat voor zijn rechtszaak, het is Sharon Bishop. Zij is een oude leerling van Jocelyn, en maakt zich meteen al niet geliefd in Broadchurch als zij het lichaam van Danny op laat graven op nieuw onderzoek. Alec Hardy verblijft nog steeds in Broadchurch en biecht bij Ellie Miller op dat hij Claire Ripley, zijn kroongetuige in de moordzaak van Sandbrook, verbergt in Broadchurch. Zij is zijn kroongetuige omdat zij tegen hem heeft verklaard dat haar ex-man Lee Ashworth tegen haar de moord heeft bekend. Verder verklaart Alec tegen Elly dat hij daarom vorig jaar naar Broadchurch is gekomen, om haar een veilig onderkomen te bieden. Alec haalt Ellie over om bij Claire te blijven om haar zodoende te beschermen. Dan ontdekt zij per ongeluk een envelop met daarin een gedroogde wilde hyacint. Ondertussen arriveert Lee in Broadchurch die op zoek is naar zijn ex-vrouw, hij breekt bij Alec in en steelt daar telefoonrekeningen en een brief met daarin de gegevens van de ziekte van Alec. Mark Latimer heeft in het geheim ontmoetingen met Tom Miller in de caravan van Susan Wright, dit omdat hij gelooft dat dit helpt met zijn rouwen. Priester Paul Coates zoekt Joe Miller op in de gevangenis voor spirituele bijstand. Ondertussen heeft hij in het geheim een relatie met Becca Fisher. |            |              |                    |                | |                  |  |
| 2 | 2          | aflevering 2 | James Strong       | Chris Chibnall | Janet Dibley - Chaz Moore Gbemisola Ikumelo - Stewart Peter De Jersey - forensisch onderzoeker Brian Young | 12 januari 2015  |  |
| Claire krijgt een voicemail op haar telefoon, het is haar ex-man Lee met de mededeling dat hij haar aan het zoeken is en wil haar spreken. Alec hoort dit en zoekt Lee op met de mededeling dat hij uit haar buurt moet blijven. Ellie ontdekt ondertussen informatie over de moordzaak in Sandbrook in de woning van Alec, dit tot woede van hem. Beth en Mark zijn het oneens over hoe zij hun huwelijk kunnen redden. Jocelyn heeft een ontmoeting met Ellie en Alec en vertelt hun dat de aanval van Ellie op Joe tijdens zijn bekentenis de zaak in gevaar kan brengen, dit omdat de rechter hierdoor zijn bekentenis kan uitsluiten. Priester Paul bezoekt nog steeds in het geheim, ook voor zijn vriendin Becca, Joe op in de gevangenis. Alec wil ondertussen dat Claire een ontmoeting heeft met Lee, Ellie helpt hem mee om haar te overtuigen dit te doen. Alec vindt nu in de woning van Claire ook de gedroogde wilde hyacint in de envelop. Beth nodigt Jocelyn uit bij haar familie en vrienden. Zij waarschuwt hen echter dat de rechtszaak nog niet gewonnen is en dat het niet zeker is dat Joe schuldig bevonden is. De rechtszaak tegen Joe begint en als eerste wordt Beth opgeroepen om te getuigen, zij wordt hier gedwongen om de affaire tussen haar man Mark en Becca te openbaren en dat Mark Danny heeft geslagen. Alec wordt dan gehoord over de aanval van Ellie op haar man Joe na zijn bekentenis, rechter Sharma besluit dan dat hierom de bekentenis uitgesloten wordt in de rechtszaak. Als de eerste dag van de rechtszaak erop zit keert Ellie terug naar haar oude woning, hier zal de ontmoeting tussen Claire en Lee plaatsvinden. Dit wordt opgemerkt door Nigel Carter die meteen Beth inlicht dat Ellie weer terug is. Mark is weer samen met Tom en bekent tegen hem dat hij zich schuldig voelt over de dood van zijn zoon Danny. Alec treft voorbereidingen voor de ontmoeting tussen Claire en Lee, hij stelt verdekte camera’s op om zo een eventuele bekentenis op te nemen. Tijdens de ontmoeting tussen de twee komt Beth kijken of Ellie echt terug is. Wanneer Beth Ellie aanspreekt over haar terugkeer lukt het Claire en Lee te vluchten. Beth is zo overstuur om Ellie weer te zien dat zij ineens last krijgt van weeën. Advocate Bishop krijgt ondertussen een telefoontje met iemand die in problemen zit. |            |              |                    |                | |                  |  |
| 3 | 3          | aflevering 3 | Jessica Hobbs      | Chris Chibnall | Daphne Neville - Margery Knight Phil Nice - Andrew Darlington                                              | 19 januari 2015  |  |
| Beth bevalt thuis van een dochter en zij noemen haar Elizabeth. Alec zoekt driftig naar Lee en Claire na hun ontsnapping. Hij vindt hen beiden in het huis waar hij Claire verborg. Alec confronteert Claire met de envelop met daarin de gedroogde wilde hyacint, Lee ontkent dit naar haar gestuurd te hebben. Advocate Bishop heeft een ontmoeting met haar zoon Jonah, hij zit in de gevangenis, en zij discussiëren over een mogelijk beroep tegen zijn veroordeling. Jocelyn zorgt in haar vrije tijd voor haar seniele moeder Margery die in een verpleegtehuis zit. Als zij in het donker naar huis rijdt krijgt zij een ongeluk, omdat haar ogen achteruit gaan. Alec zit weer in de getuigenbank in de rechtszaak tegen Joe en de advocate van Joe twijfelt aan zijn werkwijze in het moordonderzoek op Danny. Priester Paul bezoekt de familie Latimer voor spirituele steun, Mark maakt hem snel duidelijk dat hij na de moord op zijn zoon geen geloof meer heeft in God. Ellie en Claire gaan naar een café om een leuke avond te hebben, als Claire naar het toilet gaat snuffelt Ellie in haar telefoon voor aanwijzingen dat Claire contact heeft met Lee. Later nemen zij in een dronken bui vreemde mannen mee naar het huis van Claire waar Ellie seks heeft met een van hen. Lee zoekt Alec op en geeft hem bewijs over een andere verdachte in de moordzaak in Sandbrook. Claire biecht tegen Ellie op dat zij in de bewuste nacht in Sandbrook gedrogeerd was, Alec vertelt aan Ellie dat Claire gelogen heeft over Sandbrook. Rechter Sharma dwingt Ellie te getuigen in de rechtszaak tegen Joe. advocate Bishop beschuldigt haar dan van het feit dat zij tijdens hun onderzoek een affaire heeft gehad met Alec en dat zij samen Joe voor de moord op Danny wilden laten opdraaien. |            |              |                    |                | |                  |  |
| 4 | 4          | aflevering 4 | Jessica Hobbs      | Chris Chibnall | Lucas Hare - klerk rechtbank Thusitha Jayasundera - Adhika                                                 | 26 januari 2015  |  |
| Mark vertelt aan Beth dat hij minder wil gaan werken om zo meer tijd te kunnen besteden aan hun dochter Elizabeth, later vertelt hij aan Tom dat hij hem niet meer kan ontmoeten. Lee confronteert Ellie met het feit dat Alec en Claire in Sandbrook samen een affaire hebben gehad. In de rechtszaak tegen Joe staat Lucy in de getuigenbank, zij verklaart dat zij in de nacht van de moord op Danny Joe een zak met kleren in een kliko zag gooien. Dan staat een ex-collega van Joe in de getuigenbank en verklaart dat Joe vaker gewelddadig was. Advocate Bishop overlegt met haar assistente Thompson of zij Joe oproepen als getuigen, zij besluiten dit niet te doen. Ellie en Alec zijn samen onderweg naar Sandbrook, Alec vertelt haar over het moment toen hij het lichaam van Pippa Gillespie vond in een rivier. Lee zoekt in de tussentijd Claire op en hun samenzijn eindigt in bed waar zij samen seks hebben. In Sandbrook zoekt Alec Cate Gillespie, moeder van de vermoorde Pippa, op en zij vertelt Alec dat haar man Ricky toentertijd een affaire had met Claire. Tevens vertelt zij aan Alec dat Ricky niet bij haar was toen hun dochter en Lisa ontvoerd werden. Dan zoeken Alec en Ellie Tess Henchard op, de ex-vrouw van Alec en ook werkzaam bij de politie, die blijft weigeren om de moordzaak in Sandbrook te heropenen. Alec heeft later een etentje met Tess en hun dochter. Dan worden zij gestoord door Ricky die van hen eist dat ze stoppen met hun onderzoek in de zaak van Sandbrook. Alec vindt het raar dat de vader van een slachtoffer niet wil dat de dader gevonden wordt en vraagt zich af of zij niet achter de verkeerde verdachte aanzitten. Ellie vertelt dan aan Alec over haar ontdekkingen die zij maakte toen zij de geschiedenis van het internet op de telefoon van Claire doorzocht, al wat zij vond heeft een connectie met Lee. Zij vertelt hem ook dat zij twee telefoonnummers vond in haar belgeschiedenis, een nummer was van Alec en een onbekend nummer (het publiek ziet dat dit nummer van Ricky is). In Broadchurch zoekt Susan Wright Nigel op en vertelt hem dat zij stervende is aan kanker, hij gelooft haar niet en wil niets met haar te maken hebben. Susan neemt plaats in de getuigenbank in de rechtszaak tegen Joe en verklaart dat zij in de bewuste nacht Nigel op het strand zag en dat hij het lichaam van Danny daar neerlegde. Olly drukt een foto af in de Broadchurch Echo met het verhaal over de moordzaak in Sandbrook, om zo het publiek te waarschuwen over zijn aanwezigheid. Het publiek ziet dan een foto van een veld vol met hyacinten hangen in het kantoor van Ricky. |            |              |                    |                | |                  |  |
| 5 | 5          | aflevering 5 | Jonathan Teplitzky | Chris Chibnall | Natasha Sparkes - Tiffany Evans Carolyn Pickles - Maggie Radcliffe                                         | 2 februari 2015  |  |
| Ellie probeert uit alle macht de relatie te herstellen tussen haar en haar zoon Tom. Alec probeert erachter te komen waar Ricky was toen Pippa en Lisa werden ontvoerd. Ellie en Alec confronteren Claire met haar leugens die zij heeft verteld over de nacht van de moorden in Sandbrook. Alec en Ellie hebben dan een ontmoeting met Ricky, Lee kijkt vanaf een afstand toe. Later zoekt Ricky Lee op en dit eindigt in een gevecht, Alec komt dan tussenbeide. Ellie maakt dan een belofte aan Alec, zij wil de zaak van Sandbrook oplossen. Alec stelt later aan Lee meer vragen over de nacht van de moorden in Sandbrook. Ellie en Alec gaan op onderzoek uit naar een bedrijf met de naam Thorp Agriservices, zij denken dat dit bedrijf een connectie heeft met de moordzaak in Sandbrook. Beth en Mark hebben nog steeds discussies over hoe zij nu verder moeten met hun huwelijk. Advocate Bishop confronteert Jocelyn met het feit dat zij niets voor haar zoon Jonas gedaan heeft in de rechtszaak tegen hem. |            |              |                    |                | |                  |  |
| 6 | 6          | aflevering 6 | Jonathan Teplitzky | Chris Chibnall | Carolyn Pickles - Maggie Radcliffe Lucas Hare - klerk rechtbank                                            | 9 februari 2015  |  |
| Tijdens de rechtszaak tegen Joe neemt Tom plaats in de getuigenbank, hij verklaart dat Mark tegen hem heeft bekend dat hij schuldig is voor de dood van zijn zoon Danny. Jocelyn laat hem dan bekennen dat Mark niet schuldig is maar dat hij zich schuldig voelt. Alec is de leugens van Claire zat en vertelt haar dat zij het huis moet verlaten en dat hij haar niet meer beschermt, dit tot ontzetting van haar. Alec krijgt van zijn ex-vrouw Tess meer bewijzen van de moordzaak in Sandbrook. Ellie zoekt intussen de familie Gillespie op waar Cate ontkent dat zij iets weet over het bedrijf Thorp Agriservices. Tijdens het bezoek van Ellie en Alec aan het huis van Gillespie laat Alec aan Ellie zien dat er in de tuin een deur is gemaakt in de schutting dat een verbinding maakt tussen het huis van Gillespie en Ashworth. Flashback: Lee heeft deze deur gemaakt nadat hij en Claire buren werden van de familie Gillespie. In Broadchurch neemt Mark plaats in de getuigenbank en verklaart dat hij tijdens de nacht van de moord op Danny een affaire had met Becca Fischer. Tevens verklaart dat hij na zijn ontmoeting met Becca voor twee uur in zijn auto heeft gezeten om een brief te schrijven aan zijn vrouw. In deze brief wilde hij aan Beth zeggen dat hij wilde scheiden van haar, de moord op Danny heeft hem toen op andere gedachten gebracht. Advocate Bishop laat Mark bekennen dat hij Joe na diens arrestatie opzocht in de gevangenis voor een confrontatie. Na deze bekentenis vraagt advocate Bishop aan de rechter om de rechtszaak te seponeren. Na onderzoek door Jocelyn naar deze gebeurtenis besluit de rechter om de rechtszaak door te laten gaan. Ellie eist aan haar zoon Tom dat hij weer bij haar moet gaan wonen en dat zij samen weer naar hun oude woning gaan. Alec laat zich opnemen in het ziekenhuis waar hij geopereerd zal worden voor een nieuwe pacemaker. Olly ontmoet Abby Thompson en dit eindigt in zijn bed waar zij seks hebben, later snuffelt zij door de papieren van Olly waar informatie instaat over de rechtszaak tegen Joe. Ellie ziet een foto van Claire waar zij een ketting om heeft die van Pippa was ten tijde van haar moord. Later vernietigt Claire deze foto. Flashback: Lisa Newberry vertelt aan Claire dat zij haar moeder haat. Lee vraagt aan Claire dat zij hun plan moet blijven volgen. Claire breekt in de auto van Tess in tijdens het onderzoek van de moordzaak van Sandbrook en steelt daar de ketting van Pippa. |            |              |                    |                | |                  |  |
| 7 | 7          | aflevering 7 | Mike Barker        | Chris Chibnall | Lucas Hare - klerk rechtbank Tom Rosenthal - Gary Thorp Carolyn Pickles - Maggie Radcliffe                 | 16 februari 2015 |  |
| Ellie vertelt aan Alec over haar ontdekking over de ketting die Claire omhad, en Tess ontdekt een connectie tussen Gary Thorp en de familie Gillespie. Ellie vertelt aan Claire dat zij de foto heeft gezien waarop zij de ketting om had van Pippa. Alec vertelt aan Lee dat de moordzaak van Sandbrook weer heropend is, en ook dat Claire een abortus heeft ondergaan toen hij gevangen zat. Gary Thorp geeft toe dat hij een lening heeft gehad van de familie Gillespie en dat hij Lisa stalkte voordat zij ontvoerd werd, maar heeft een alibi voor de nacht van haar ontvoering. Alec confronteert Ricky op zijn kantoor, daar ziet Alec een foto hangen van een veld van blauwe hyacinten. Ellie ontdekt dat het onbekende nummer dat zij had gezien in Claires telefoon toebehoort aan het kantoor van Ricky. Lee is zo boos over het feit dat Claire een abortus heeft laten uitvoeren dat hij haar opzoekt en haar aanvalt, later zegt hij dat de relatie tussen hen over is. In Broadchurch beschuldigt advocate Bishop Ellie ervan dat zij Lucy heeft omgekocht om zo Joe te kunnen berechten. Dan zit de rechtszaak erop en geven advocate Bishop en Jocelyn hun eindpleidooien tegenover de jury. Later verklaart de jury dat zij niet tot een uitspraak zijn gekomen, de rechter vertelt hun dat zij verder moeten in hun overleg om toch tot een uitspraak te komen. Priester Paul ontmoet Claire, zonder te weten wie zij is, en biedt haar een onderkomen aan. Alec en Ellie betrappen Lee op een leugen over de nacht dat Pippa en Lisa verdwenen. Beth vertelt aan Ellie dat haar huwelijk met Mark misschien over is. Claire geeft de verdwenen ketting van Pippa aan Alec. De jury laat de rechtbank weten dat zij een uitspraak hebben. |            |              |                    |                | |                  |  |
| 8 | 8          | aflevering 8 | Mike Barker        | Chris Chibnall | Lucas Hare - klerk rechtbank Tom Rosenthal - Gary Thorp                                                    | 23 februari 2015 |  |
| Als iedereen weer plaats heeft genomen in de rechtbank horen zij wat de jury heeft besloten, zij verklaren Joe onschuldig. Deze uitspraak zet veel kwaad bloed in het dorp, speciaal bij de familie Latimer. Joe wordt vrijgelaten en zoekt priester Paul op in zijn kerk voor onderdak, priester Paul weigert dit. Alec arresteert Claire voor de moordzaak in Sandbrook en hij vertelt aan Lee dat Claire zichzelf heeft aangegeven. Tijdens de ondervraging door Alec en Ellie vertelt Claire dat Alec haar heeft aangerand tijdens zijn vorige onderzoek in Sandbrook. Lee is woest op Claire dat zij zichzelf heeft aangegeven en is wanhopig op zoek naar de ketting in haar huis, niet wetende dat de ketting al in bezit is bij Alec en Ellie. Ellie ontdekt dan dat Lee na de verdwijning van Pippa en Lisa de vloer heeft vervangen in zijn huis, dit om zo de moorden te verbergen. Flashback: In de nacht van de verdwijning van Pippa en Lisa heeft Lee seks met Lisa op de vloer en worden betrapt door Ricky, deze is zo boos op Lisa dat hij haar vermoordt. Pippa was getuige van de seks tussen Lee en Lisa en weet dat Lisa dood is. Ricky draagt dan Claire op om Pippa te drogeren zodat zij bewusteloos raakt, later duwt Lee een kussen op het gezicht van Pippa totdat zij stikt. Claire wijdt de dood van Pippa door een reactie van rohypnol die Ricky haar aan Pippa heeft laten geven om haar te drogeren. Claire laat Ricky weten dat zij de fles met rohypnol heeft verstopt om hem zo te laten zwijgen over de dood van Pippa. Ricky wordt dan gearresteerd voor de dood van Pippa, hij bekent dat hij Lisa heeft begraven op een begraafplaats bij de kerk waar Lee toen werkte. Mark en Nigel ontvoeren Joe en nemen hem mee naar het vakantiehuis waar hij Danny heeft vermoord. Priester Paul heeft daar een ontmoeting geregeld tussen hem en Beth en Ellie, zij eisen van Joe dat hij Broadchurch verlaat en nooit meer terugkomt of contact opneemt. Mocht hij dit toch doen dan belooft Ellie hem te vermoorden, priester Paul heeft voor hem een opvangplek geregeld in een opvangtehuis. Als Joe in een taxi stapt, kijkt de familie Latimer, familie Miller, familie Stevens en Nigel toe terwijl hij vertrekt. Alec vertelt Ellie dat hij Broadchurch ook verlaat omdat zijn werk hierop zit. |            |              |                    |                | |                  |  |